# Lancaster (Carolina del Sud)
Lancaster è una città degli Stati Uniti d'America, capoluogo della Contea di Lancaster, nello stato della Carolina del Sud.